# Mijači (Valjevo)
Mijači (Servisch cyrillisch Мијачи) is een plaats in de Servische gemeente Valjevo. De plaats telt 193 inwoners (2002).

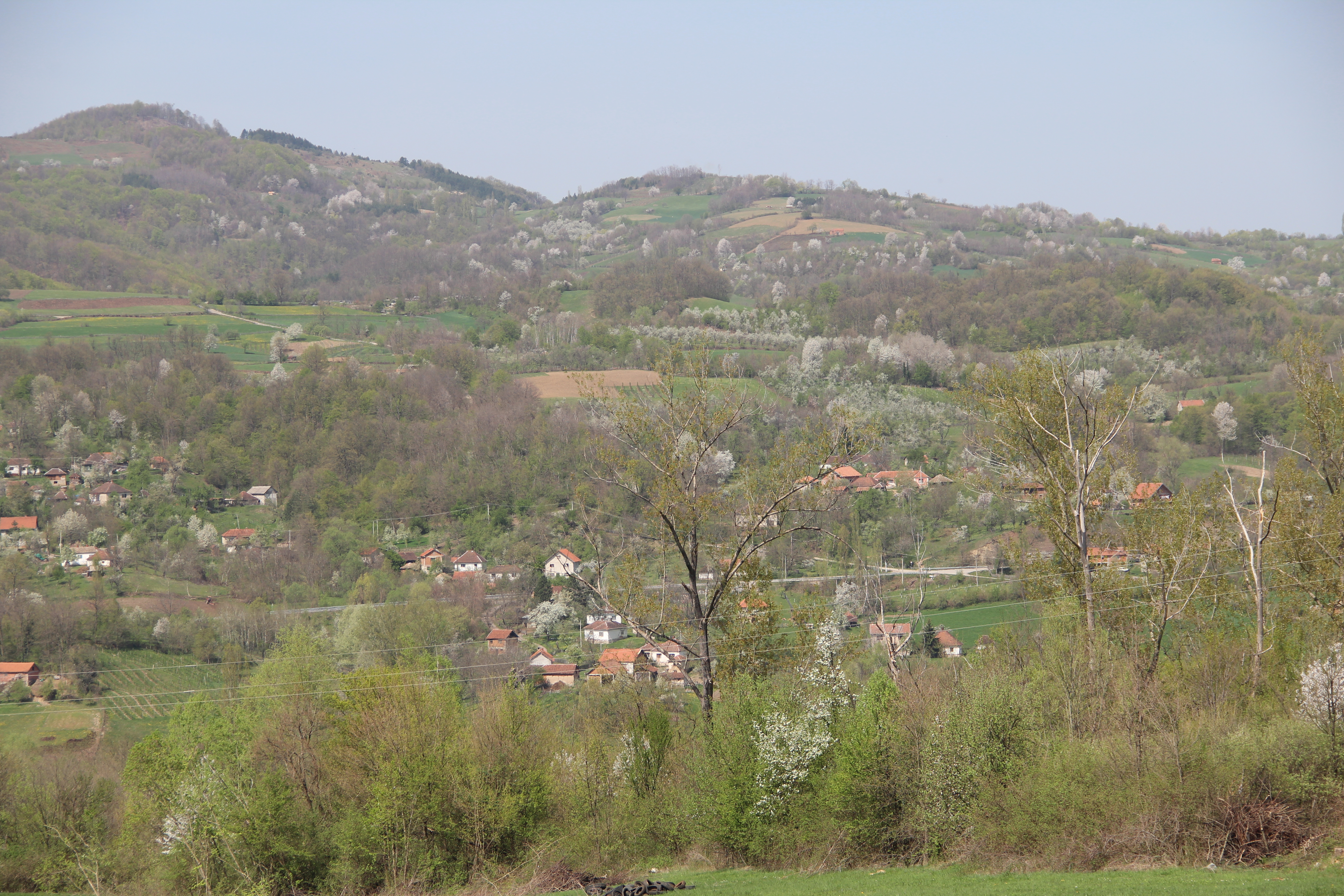
Mijaci - panoarama
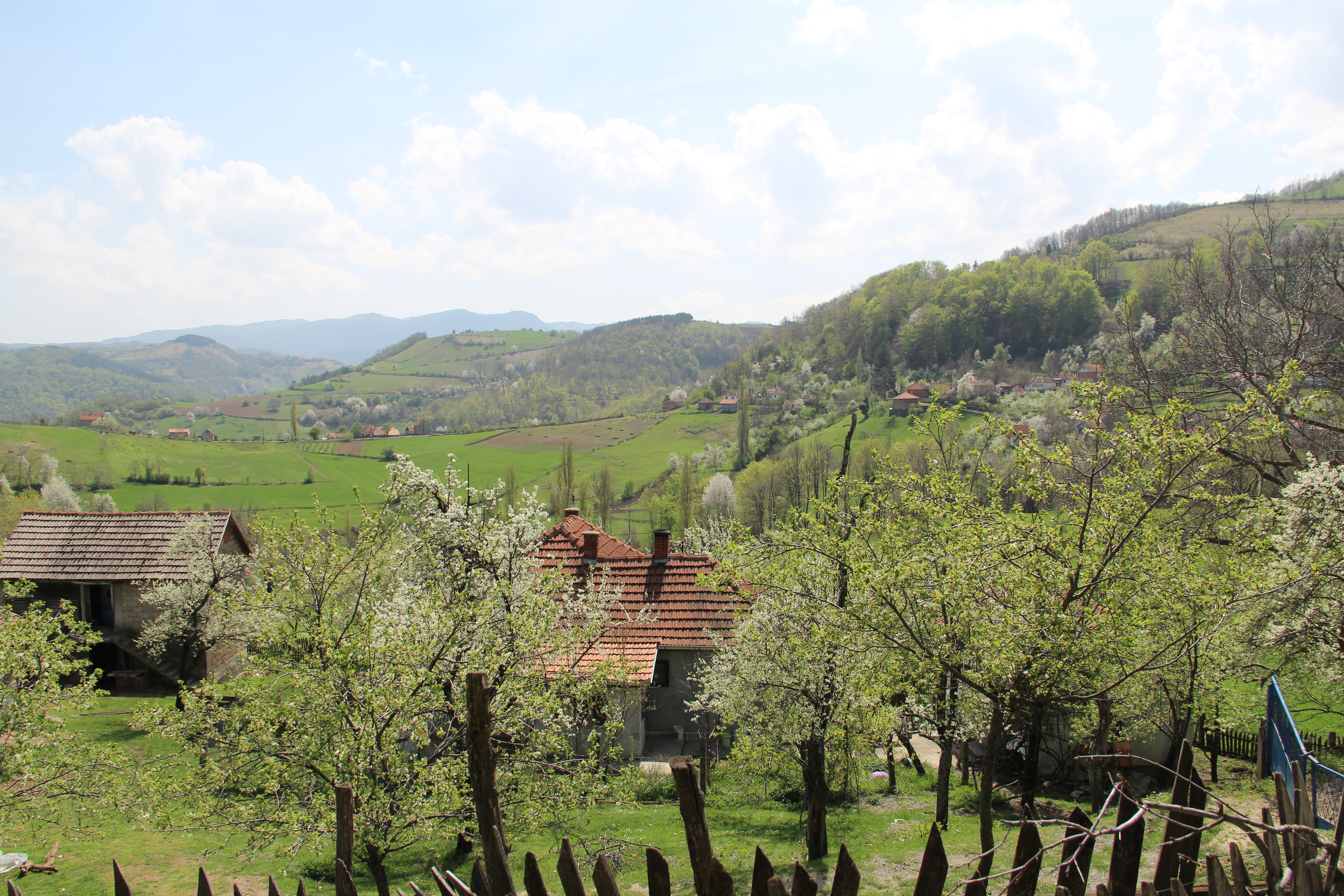
Mijaci - panoarama
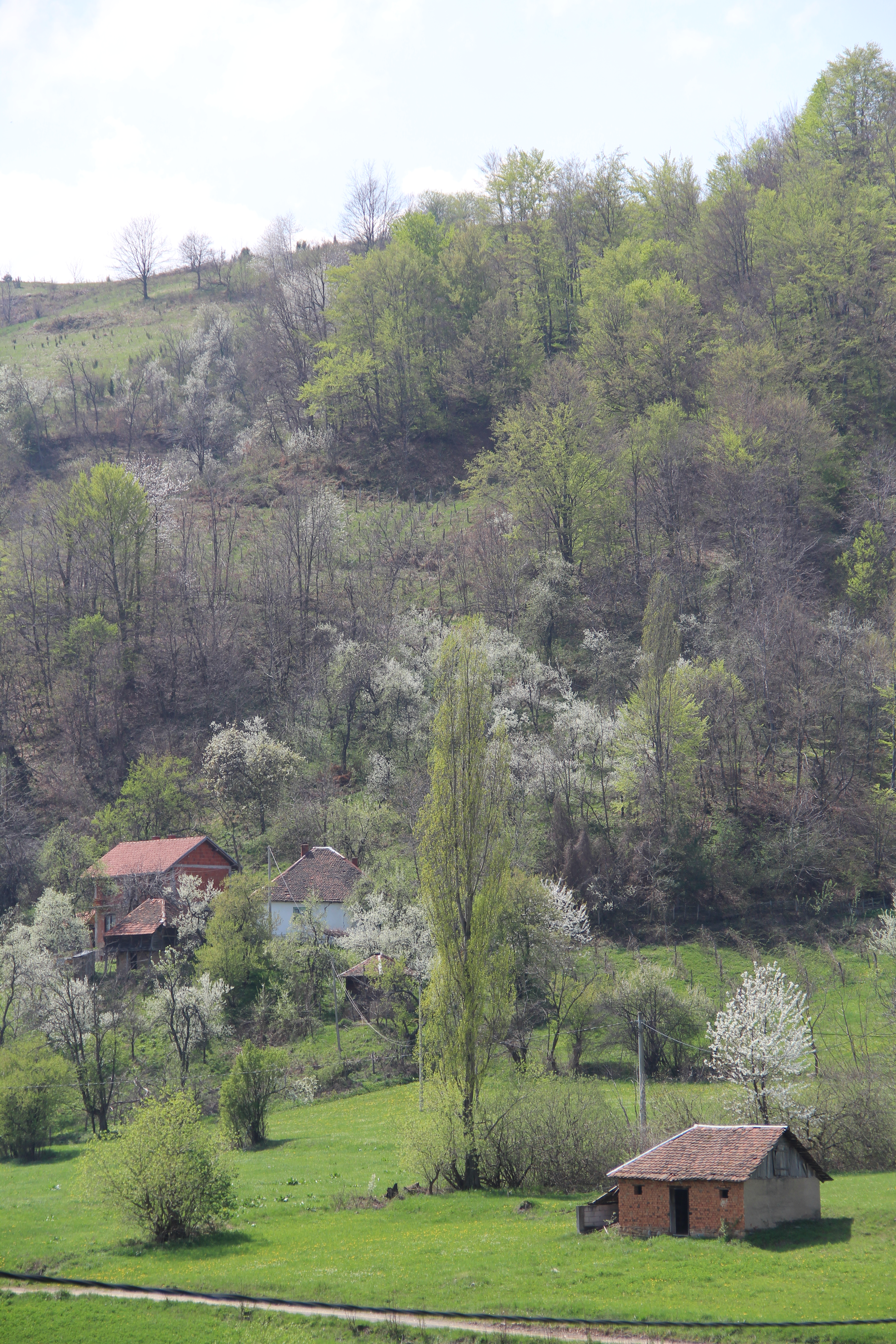
Mijaci - panoarama
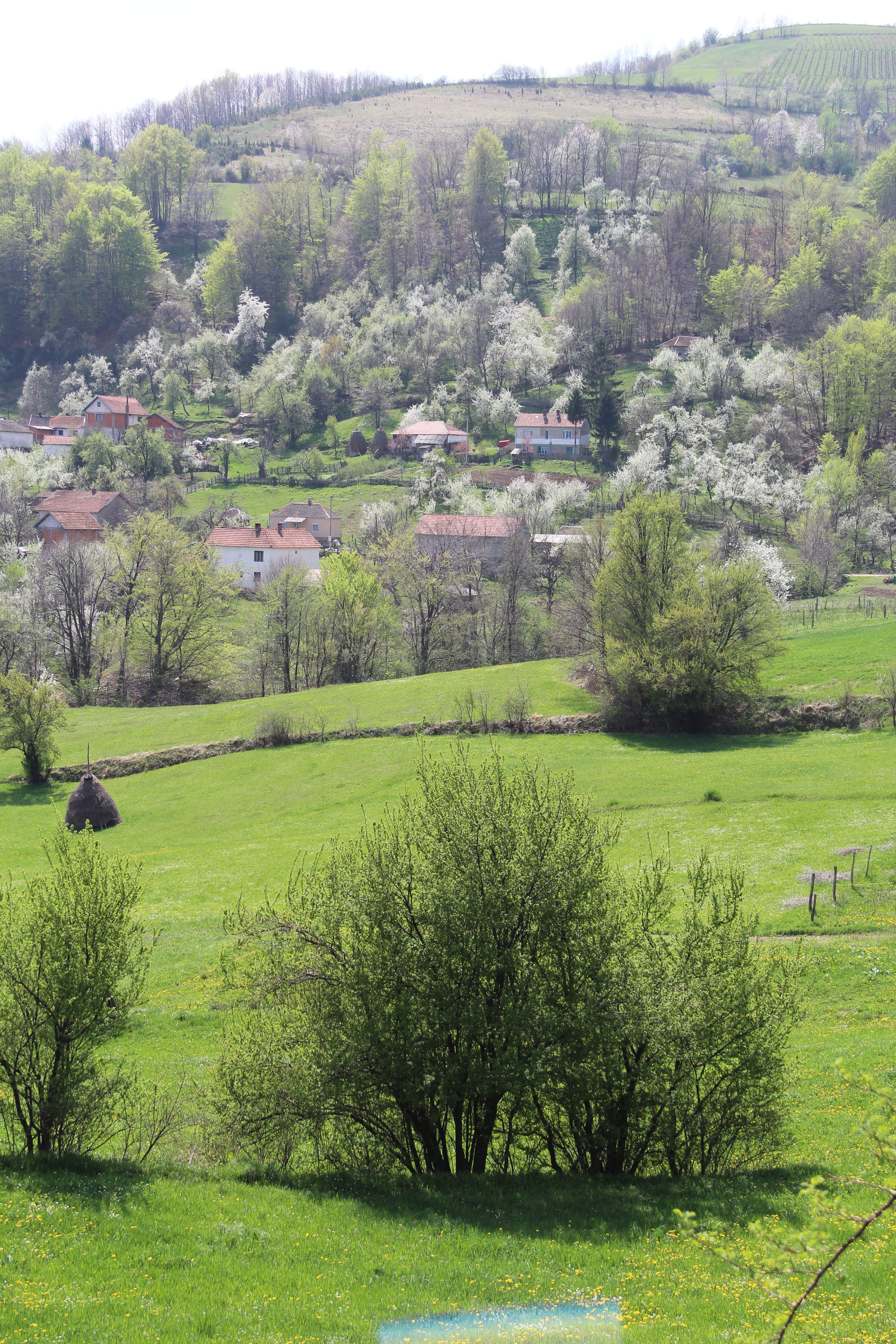
Mijaci - panoarama
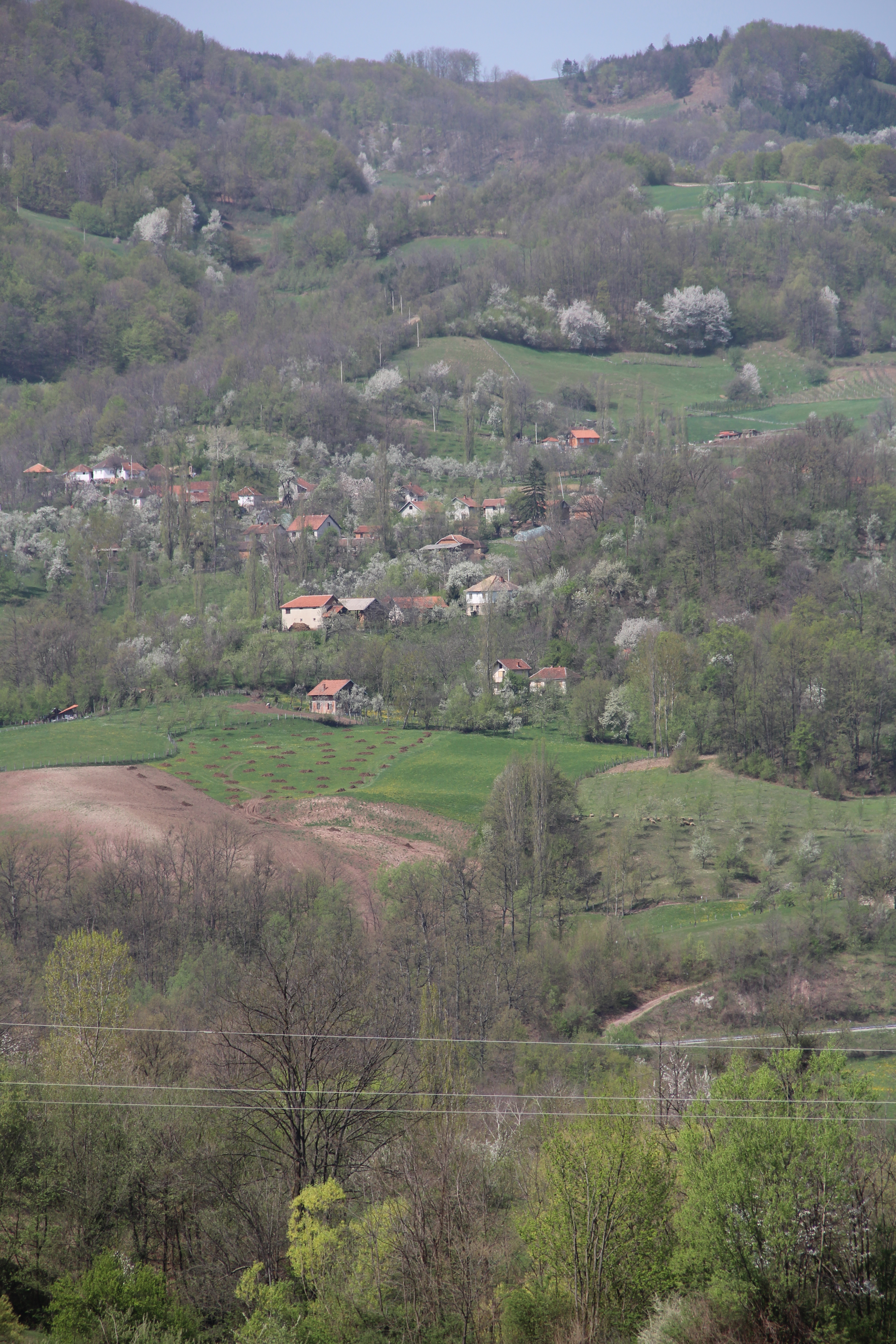
Mijaci - panoarama
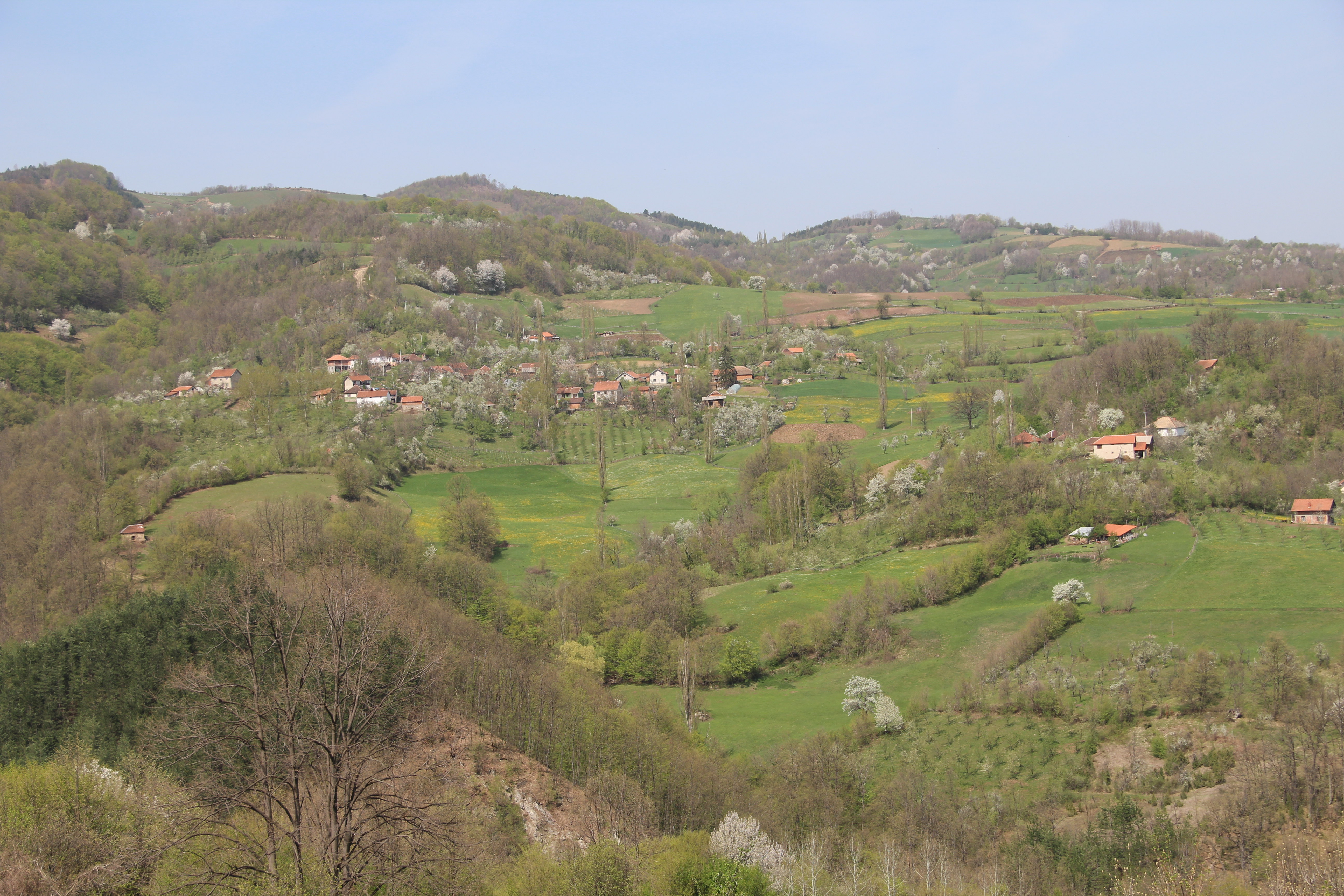
Mijaci - panoarama
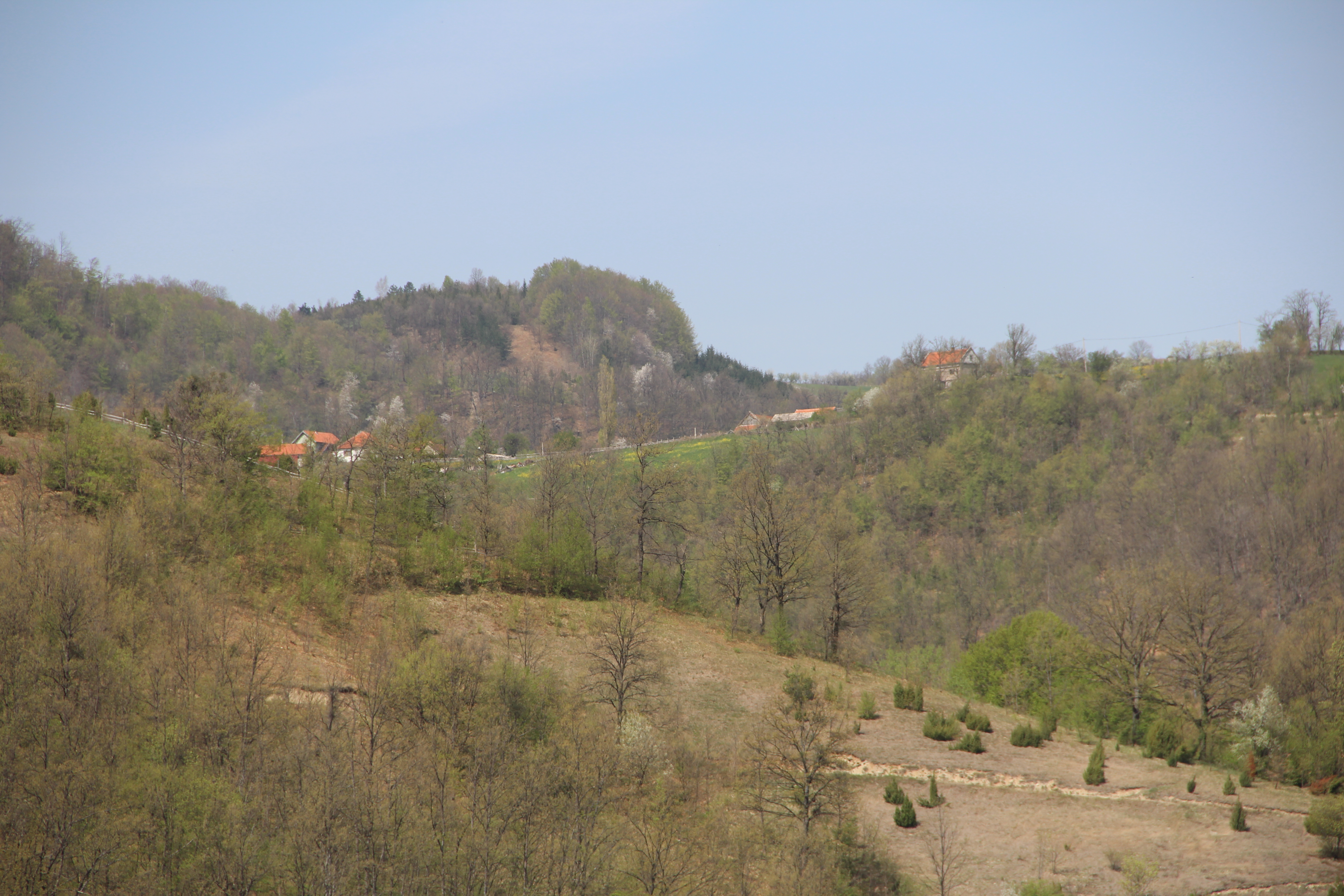
Mijaci - panoarama